# Міняйли (фільм)
Міняйли (рос. Менялы) — художній фільм 1992 року. Зйомки фільму проводилися в Євпаторії.

## Час і місце дії
Комедія розповідає про «авантюру часів грошової реформи» 1961 року, коли «весь багатомільйонний радянський народ» запустив у космос Гагаріна, а іноземці, «не роздумуючи, міняли один американський долар на 65 радянських копійок».
«Всього лише 20 років відокремлювали тоді наш народ від світлої ери всього людства», а дві людини тим часом, за завданням підпільного мільйонера, який сумнівається у скасуванні грошей при комунізмі, займалися тим, що міняли паперові гроші на мідні монети.

## У ролях
- Володимир Ільїн — Роланд Бабаскін
- Андрій Пономарьов — Жора Гракін
- Вадим Захарченко — Прохор Гнатович
- Юрій Горін — жебрак
- Валентина Теличкина — Зоя Олександрівна
- Оксана Мисіна — Леночка Гракіна
- Ренат Давлетьяров — перший переслідувач
- Наіль Ідрисов — другий переслідувач
- Олег Дуригін — третій переслідувач
- Алла Мещерякова — Серафима Максимівна
- Валентина Березуцька — епізод

## Знімальна група
- Автор сценарію: Олексій Тімм
- Режисер-постановник: Георгій Шенгелія
- Оператор-постановник: Яків Посельський
- Художник-постановник: Леван Шенгелія

## Помилки
- Фактична основа фільму помилкова. Для полегшення підрахунку вага мідних грошей в СРСР (у грамах) відповідала їх номіналу: 1 коп. — 1 г., 2 коп. — 2 г. тощо. Тому сума, отримана героями для обміну (60 тис. крб.), у перерахунку на мідь важила б 6 тонн, що явно перевищує вантажопідйомність легкового автомобіля. Якщо в будинку фіктивного сліпого, як виходить з фільму, герої отримали мідь на суму 23 тис. крб., то вага монет повинна була складати 2,3 тонни. Тому схема афери, запропонована авторами фільму, практично нездійсненна. Саме тому реформа й допускала обмін мідних грошей у пропорції 1:1.